# Allium oreodictyum
Allium oreodictyum är en amaryllisväxtart som beskrevs av Aleksei Ivanovich Vvedensky. Allium oreodictyum ingår i släktet lökar, och familjen amaryllisväxter. Inga underarter finns listade i Catalogue of Life.